# 平尾台自然の郷

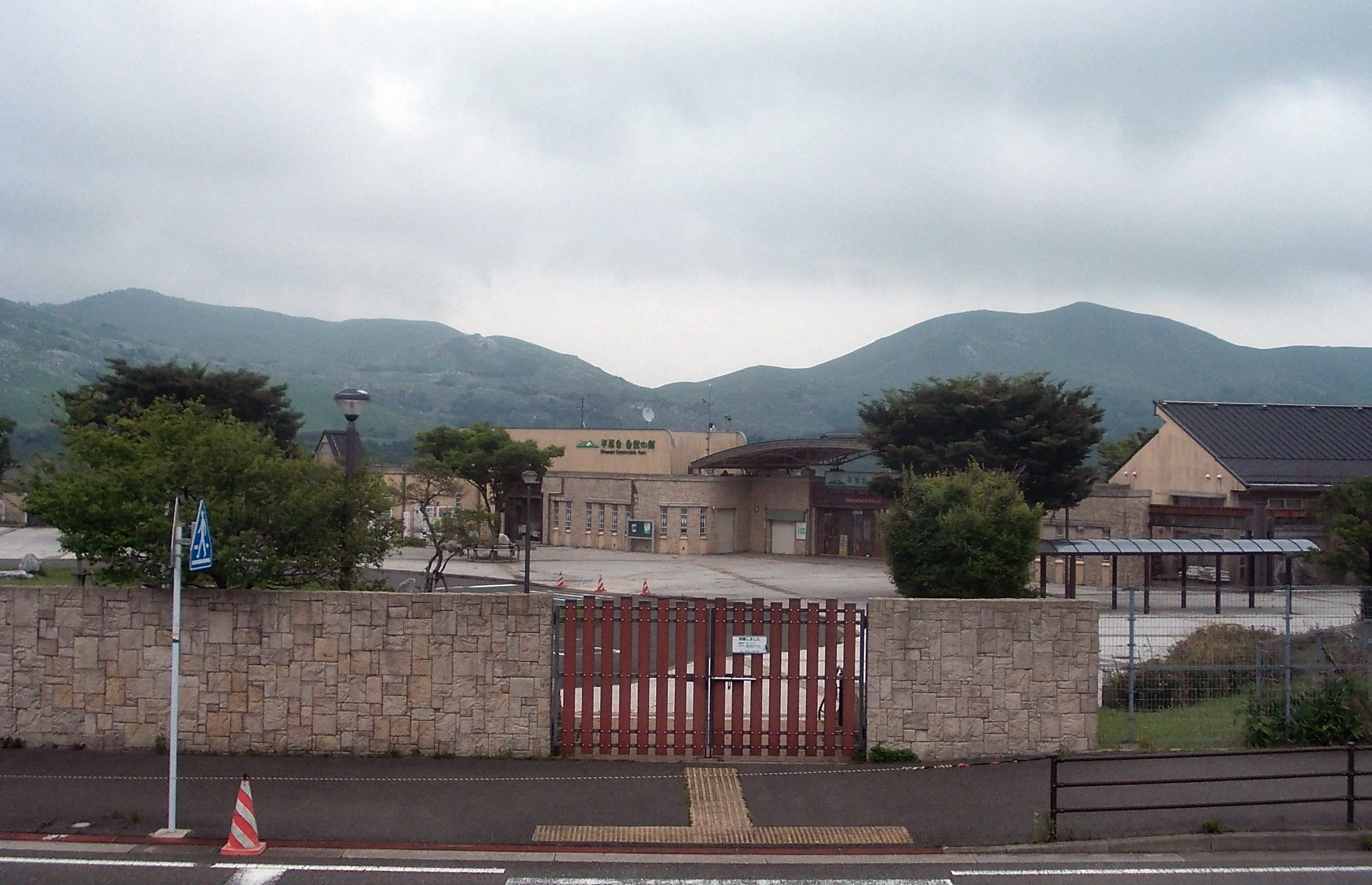
平尾台自然の郷

平尾台自然の郷（ひらおだいしぜんのさと、Hiraodai Countryside Park）は、北九州市小倉南区の平尾台にある公園。

## 概要
三菱マテリアル東谷鉱山および住友大阪セメント小倉鉱山に隣接する平尾台丸和ランドと前田牧場跡地に造成された自然体験公園。北九州国定公園や天然記念物に指定される平尾台にあるが、当施設がある敷地はいずれの指定地区にも含まれていない。
広場、果樹園、野外音楽堂、キャンプ場、草そり場からなる「広場ゾーン」と、レストラン、土産屋、工房、展望台からなる「ビレッジゾーン」などで構成。広さ21.6万平方メートル。土日祝日にはさまざまな体験イベントなどが行われる。
入園無料。駐車場は1100台収容で、普通車は終日300円、大型車は終日1000円。

## アクセス
路線バス
かつては現在の西鉄バス北九州にあたる西鉄のバス事業により北九州市側から直接平尾台まで乗り入れる路線が運行されていたが、乗客数の減少により廃止された。現在は以下の乗合タクシーが運行されている。
- JR九州日田彦山線石原町駅 - 吹上峠 - 平尾台自然の郷 - 平尾台自然観察センター（平尾台観光タクシー）
  - 運賃 - 大人500円、子供300円
- 西鉄バス中谷営業所 - 吹上峠 - 平尾台自然の郷 - 平尾台自然観察センター（平尾台観光タクシー）
  - 運賃 - 大人600円、子供300円
  - 西鉄バス中谷営業所にて、各路線バスおよび高速バス（なかたに号）に乗継可能。
  - 同営業所より小倉南バスストップ（小倉南IC併設）へ徒歩で乗継可能。